# Campeonato de Escocia de Rugby 1992-93
El Campeonato de Escocia de Rugby (Scotland Division 1) de 1992-93 fue la vigésima edición del principal torneo de rugby de Escocia.

## Sistema de disputa
El torneo se disputó en formato de todos contra todos en la que cada equipo enfrentó a cada uno de sus rivales.
El equipo que al finalizar el torneo obtuviera mayor cantidad de puntos, se coronó como campeón del torneo, mientras que los dos últimos descendieron directamente a la División 2. 
Puntuación
Para ordenar a los equipos en la tabla de posiciones se los puntuará según los resultados obtenidos.
- 2 puntos por victoria.
- 1 puntos por empate.
- 0 puntos por derrota.

## Clasificación
| Pos. | Equipo                  | Encuentros | Encuentros | Encuentros | Encuentros | Tantos | Tantos | Tantos | Puntos |
| Pos. | Equipo                  | PJ         | PG         | PE         | PP         | F      | C      | Dif    | Puntos |
| ---- | ----------------------- | ---------- | ---------- | ---------- | ---------- | ------ | ------ | ------ | ------ |
| 1.º  | Melrose RFC             | 13         | 12         | 0          | 1          | 326    | 134    | +192   | 24     |
| 2.º  | Edinburgh Accies        | 13         | 9          | 1          | 3          | 265    | 155    | +110   | 19     |
| 3.º  | Gala RFC                | 13         | 9          | 1          | 3          | 275    | 171    | +104   | 19     |
| 4.º  | Currie RFC              | 13         | 8          | 0          | 5          | 218    | 241    | -23    | 16     |
| 5.º  | Jed-Forest              | 13         | 7          | 0          | 6          | 206    | 185    | +21    | 14     |
| 6.º  | Boroughmuir RFC         | 11         | 6          | 0          | 5          | 208    | 162    | +46    | 12     |
| 7.º  | Hawick RFC              | 12         | 5          | 1          | 6          | 197    | 199    | -2     | 11     |
| 8.º  | Heriot's FP             | 13         | 5          | 0          | 8          | 295    | 285    | +10    | 10     |
| 9.º  | Stirling County RFC     | 13         | 5          | 0          | 8          | 179    | 208    | -39    | 10     |
| 10.º | Watsonians              | 13         | 5          | 0          | 8          | 196    | 277    | -81    | 10     |
| 11.º | Kelso RFC               | 13         | 5          | 0          | 8          | 211    | 245    | -34    | 10     |
| 12.º | Selkirk                 | 13         | 4          | 1          | 8          | 194    | 316    | -122   | 9      |
| 13.º | Glasgow High Kelvinside | 13         | 4          | 0          | 9          | 291    | 255    | +36    | 8      |
| 14.º | Dundee HSFP             | 12         | 3          | 0          | 9          | 142    | 269    | -127   | 6      |

|  | Campeón.                    |
|  | Descendido a la División 2. |

| Bandera de Escocia  |
| Campeón Melrose RFC |
| Tercer título       |